# Општина Орлешти (Валча)
Орлешти (рум. Orleşti) општина је у Румунији у округу Валча.
Oпштина се налази на надморској висини од 172 m.